# Браян Ґленкросс
Браян Ґленкросс (англ. Brian Glencross, 1 травня 1941 — 30 грудня 2022) — австралійський хокеїст на траві.
Срібний призер Олімпійських Ігор 1968 року, бронзовий призер 1964 року, учасник 1972 року.

Гленкросс помер після тривалої боротьби з неврологічною хворобою 30 грудня 2022 року у віці 81 року.